# 차령산맥
차령산맥(車嶺山脈)은 오대산에서 시작하여 충청도, 경기도를 남서 방향으로 뻗어 보령, 서천까지 이어진 길이 250km, 평균높이가 600m인 매우 낮은 산맥이다.
북동부에서 남서쪽으로 갈수록 산의 높이가 낮아지는데 끝부분은 바다에 잠겨 섬으로 남아있다. 이 지대에 위치한 산은 중세대 말에 습곡작용을 받아 형성한 것이다. 기반암은 화강암과 편마암 등이다.
1903년 일본의 지구과학자 고토 분지로는 한반도의 산맥체계를 만들면서 처음으로 차령산맥이란 이름을 만들었다. 차령은 충청남도 예산군 신양면과 공주시 유구읍 경계에 있는 고개로 차유령 또는 차동고개라고도 부른다. 그러나 차령산맥은 고도가 매우 낮기 때문에 일제가 만든 이 산맥에 대해서 1980년대부터 많은 논란이 이어져 왔다. 차령산맥은 산맥이라기보다는 안성천ㆍ삽교천 유역과 금강유역 사이에서 침식을 덜 받아 남아 있는 잔구성 산지로 보는 해석이 힘을 얻는 것은 차령산맥을 넘는 사람들이 산맥을 인식하지 못하는 경우가 많기 때문이다.
대한민국 국토연구원은 2005년 산맥지도를 발표하면서 조선 시대에 제작된 대동여지도, 산경표에도 차령산맥은 나타나지 않으며, 차령산맥은 산맥으로 보기 어렵다고 밝혔다.

## 같이 보기
- 산맥
- 분수계